# Monastère Saint-Nicolas de Rošci
Monastère Saint-Nicolas du Kablar
Pour les articles homonymes, voir Monastère de Saint-Nicolas.
Le monastère Saint-Nicolas de Rošci (en serbe cyrillique : ММанастир Никоље Кабларско ; en serbe latin : Manastir Nikolje Kablarsko), également connu sous le nom de monastère Saint-Nicolas du Kablar (en serbe cyrillique : ММанастир Никоље Кабларско ; en serbe latin : Manastir Nikolje Kablarsko), est un monastère orthodoxe serbe situé à Rošci, dans le district de Moravica et sur le territoire de la ville de Čačak, dans l'ouest de la Serbie. Il fait partie des dix monastères de la gorge d'Ovčar-Kablar. Il est inscrit sur la liste des monuments culturels de grande importance de la république de Serbie (identifiant no SK 371),,,.
Le monastère et son église sont dédiés à saint Nicolas. Le monastère figure parmi les dix monastères de la gorge d'Ovčar-Kablar, qui, pour cette raison, est surnommée le « mont Athos serbe ». Il abrite une communauté de religieuses.

## Localisation
Le monastère est situé au pied du mont Kablar, sur la rive gauche de la Zapadna Morava, sur le territoire du village de Rošci.

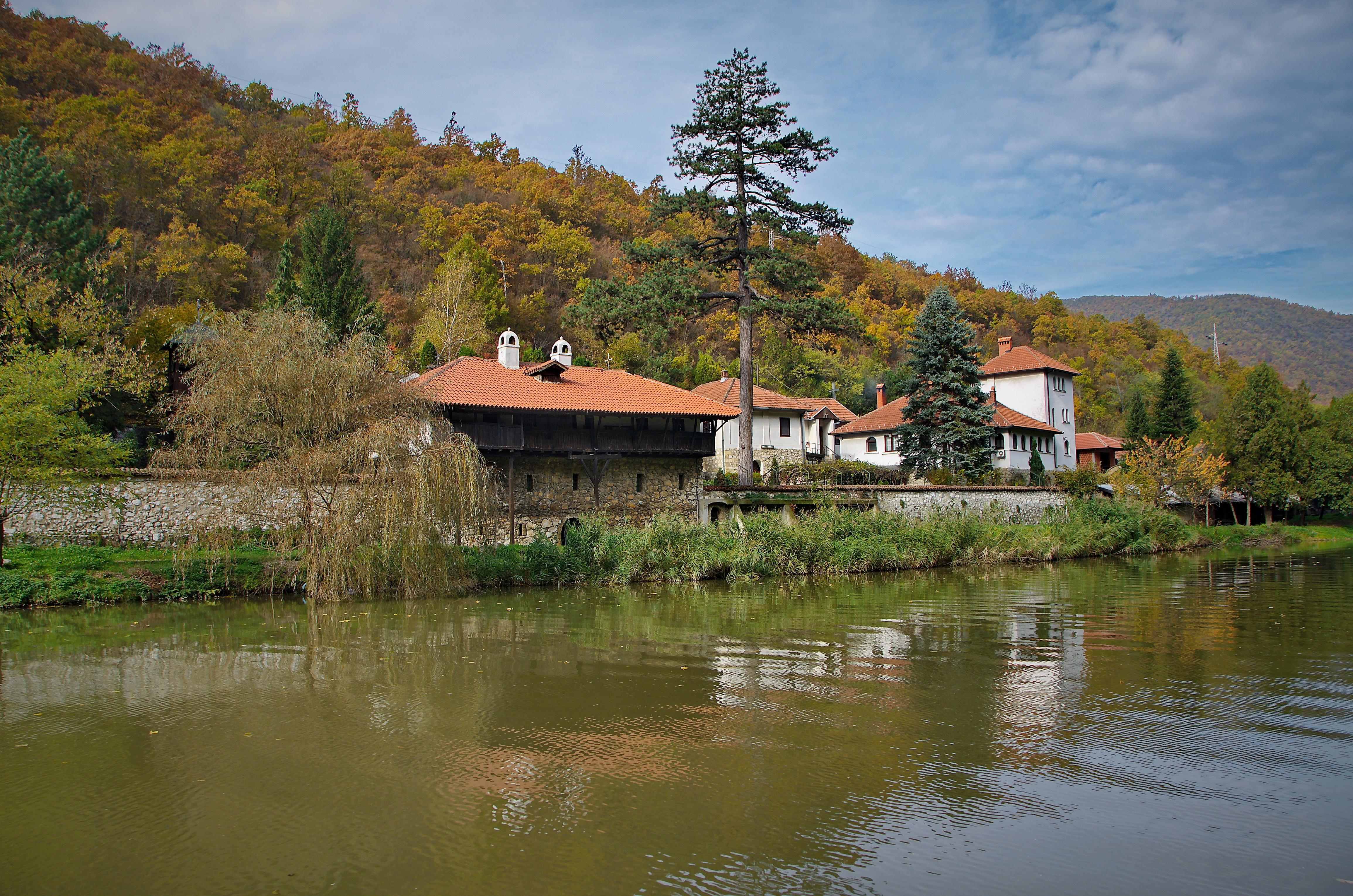
Le monastère vu depuis la Zapadna Morava.

## Histoire
Le monastère a été fondé à la fin du XVe siècle ou au début du XVIe siècle ; plus précisément, il est mentionné pour la première fois en 1489, ce qui suggère qu'il a été construit antérieurement et ce qui en fait peut-être le plus ancien des monastères de la gorge d'Ovčar-Kablar,. Au XIXe siècle, il comptait environ 300 moines et a servi de cachette au prince Miloš Obrenović lors du second soulèvement serbe contre les Ottomans en 1815 ; en 1817, le prince s'y fit construire un konak.

## Architecture et fresques
De dimensions modestes, l'église est construite sur un plan en triconque ; elle est dépourvue de dôme,. Ses murs sont constitués de pierres concassées et la décoration des façades se limite à des reliefs sur les appuis des fenêtres ; le konak a à nouveau été restauré en 2006,.

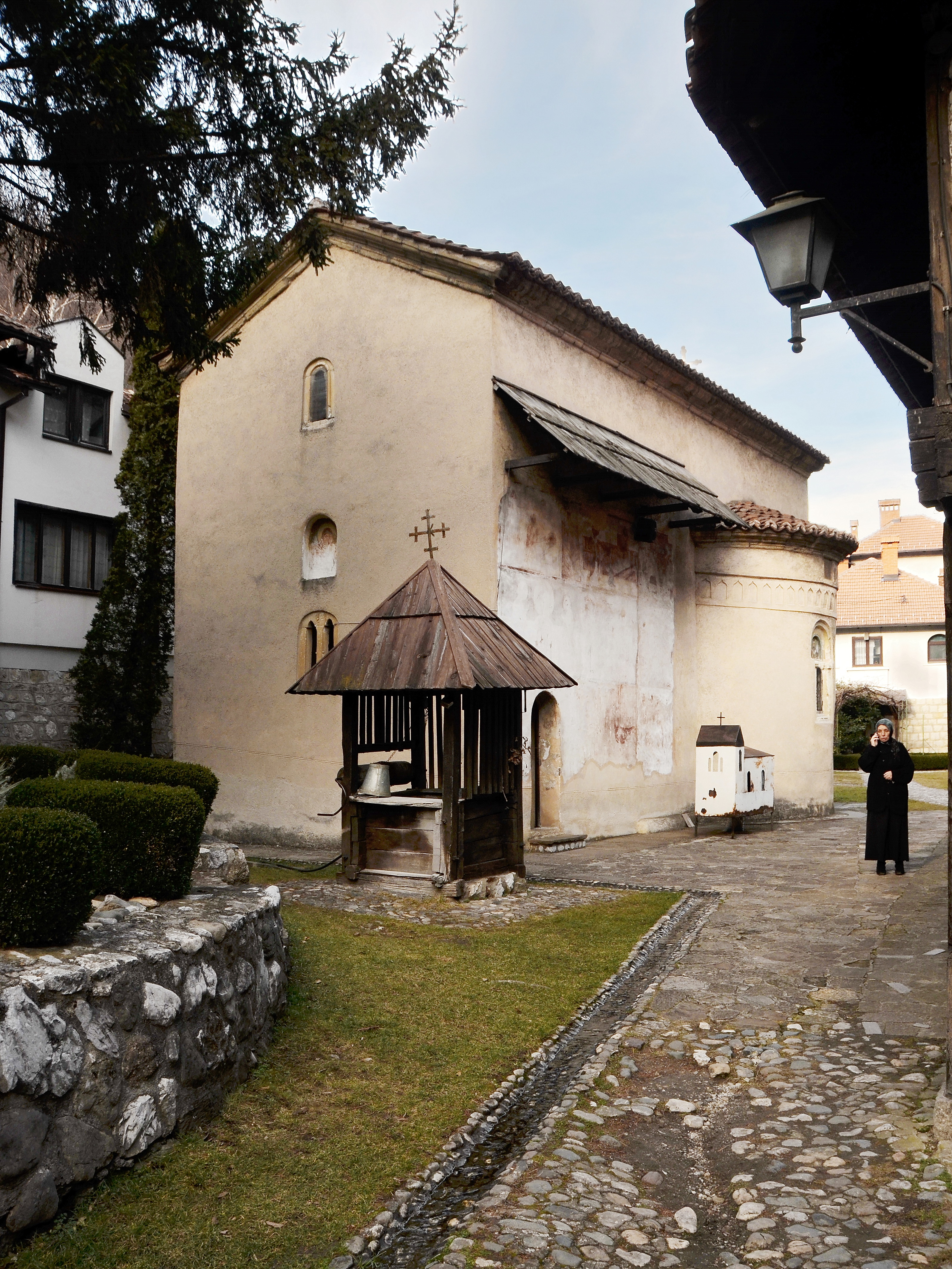
La façade occidentale et la façade sud.
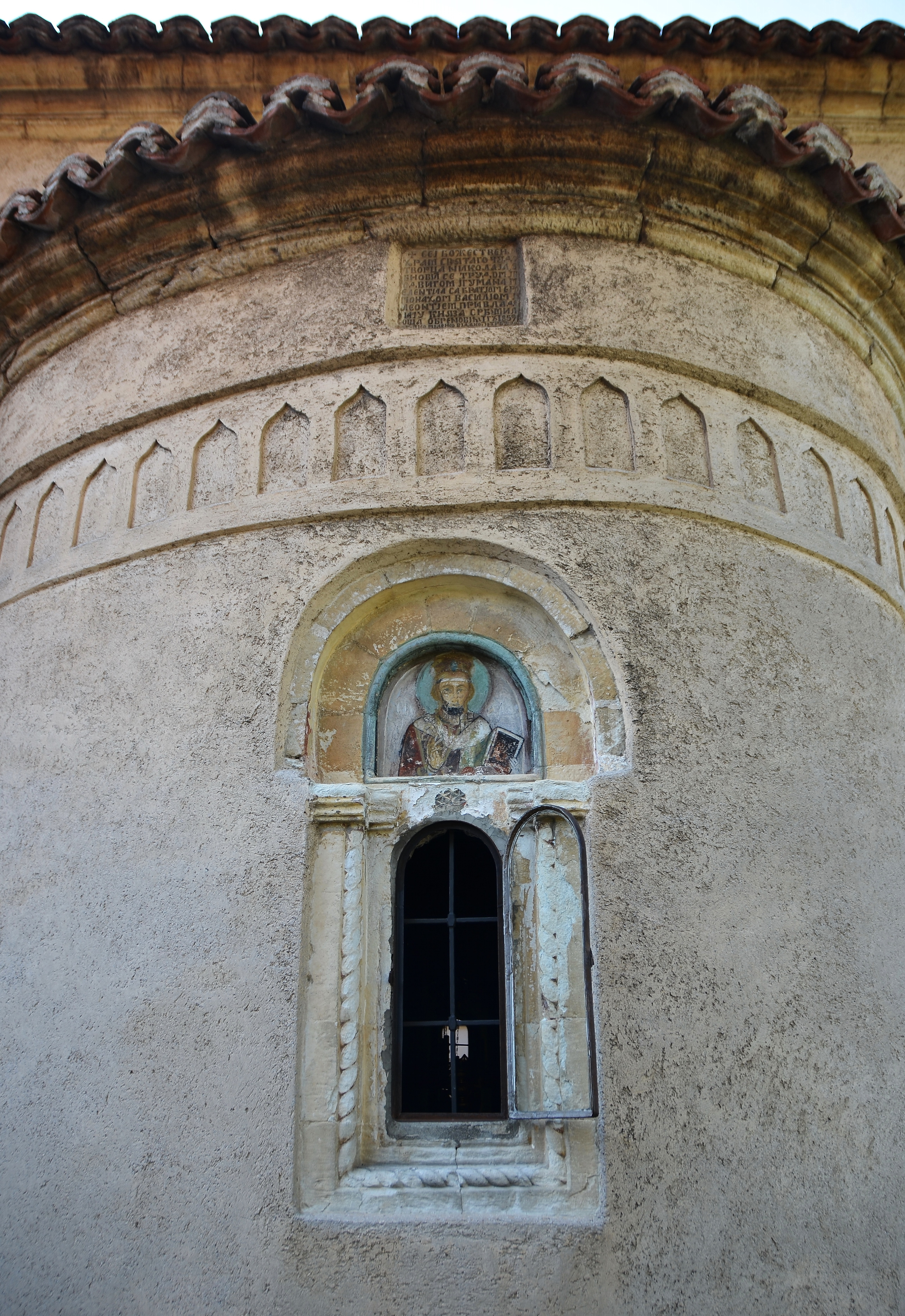
Détail du chevet.
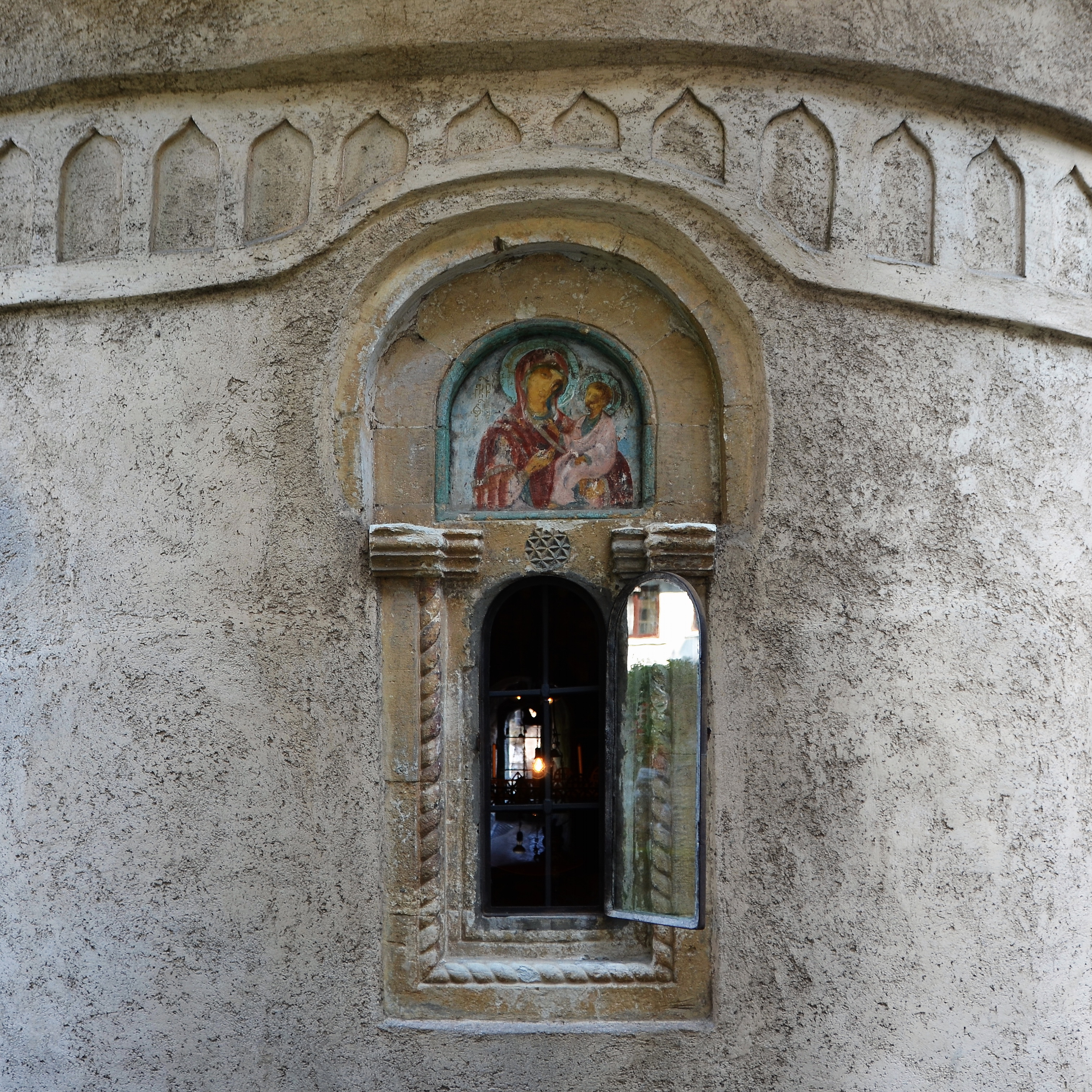
Détail d'une fenêtre.

D'après une inscription, elle a été ornée de fresques en 1587,. Bien que le programme comporte des thèmes iconographiques rarement représentés, comme La Sagesse se construisant (en serbe : Premudrost sazda sebi hram), les peintures sont l'œuvre de deux artistes au talent considéré comme modeste,. La façade sous le porche et le rez-de-chaussée du narthex ont été peints en 1637,, notamment avec un cycle de la Passion du Christ. Une nouvelle iconostase, très probablement l'œuvre de Janko Mihailović Moler, a été installée dans l'édifice en 1826,.

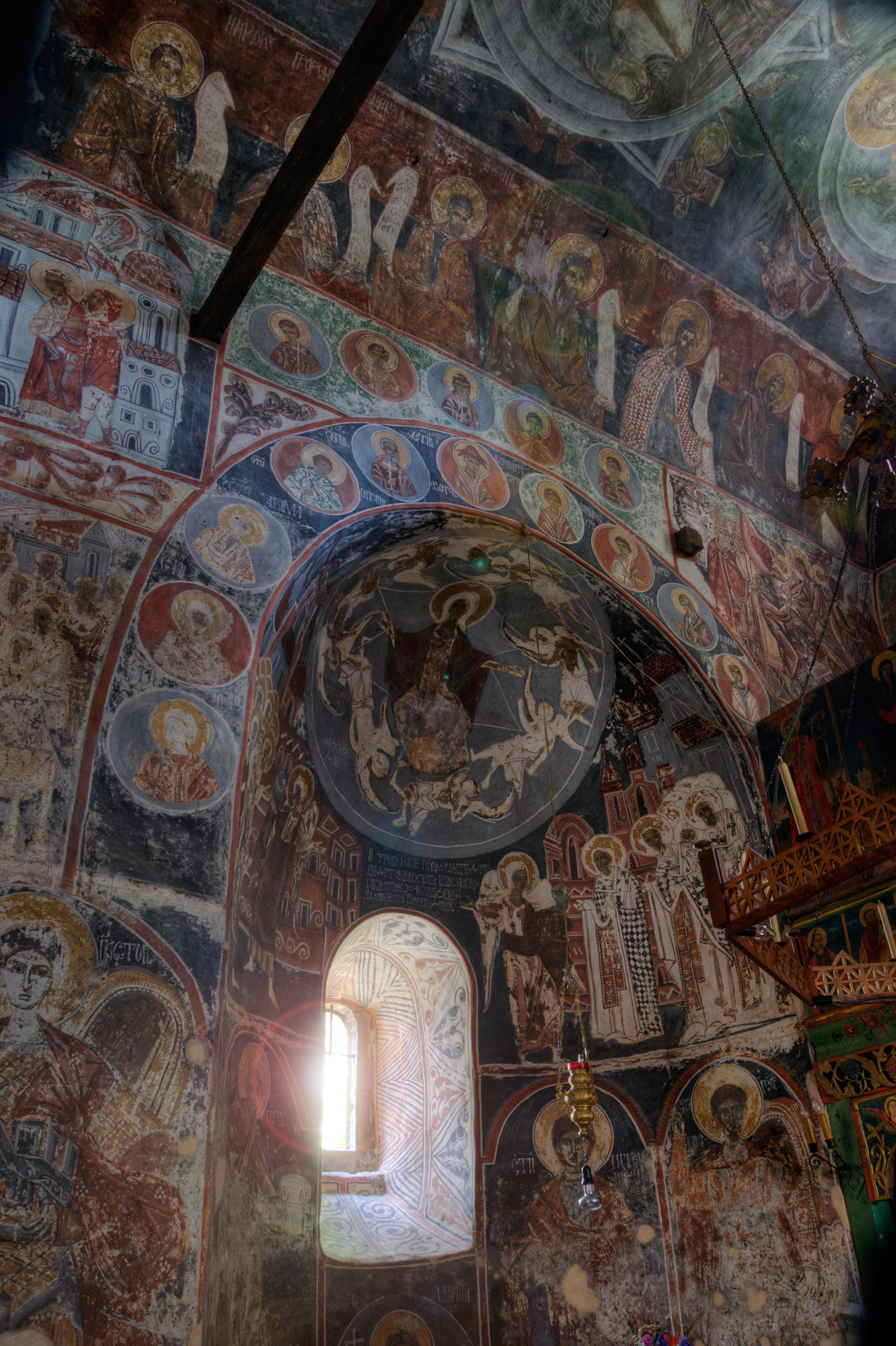
Fresques dans l'église.
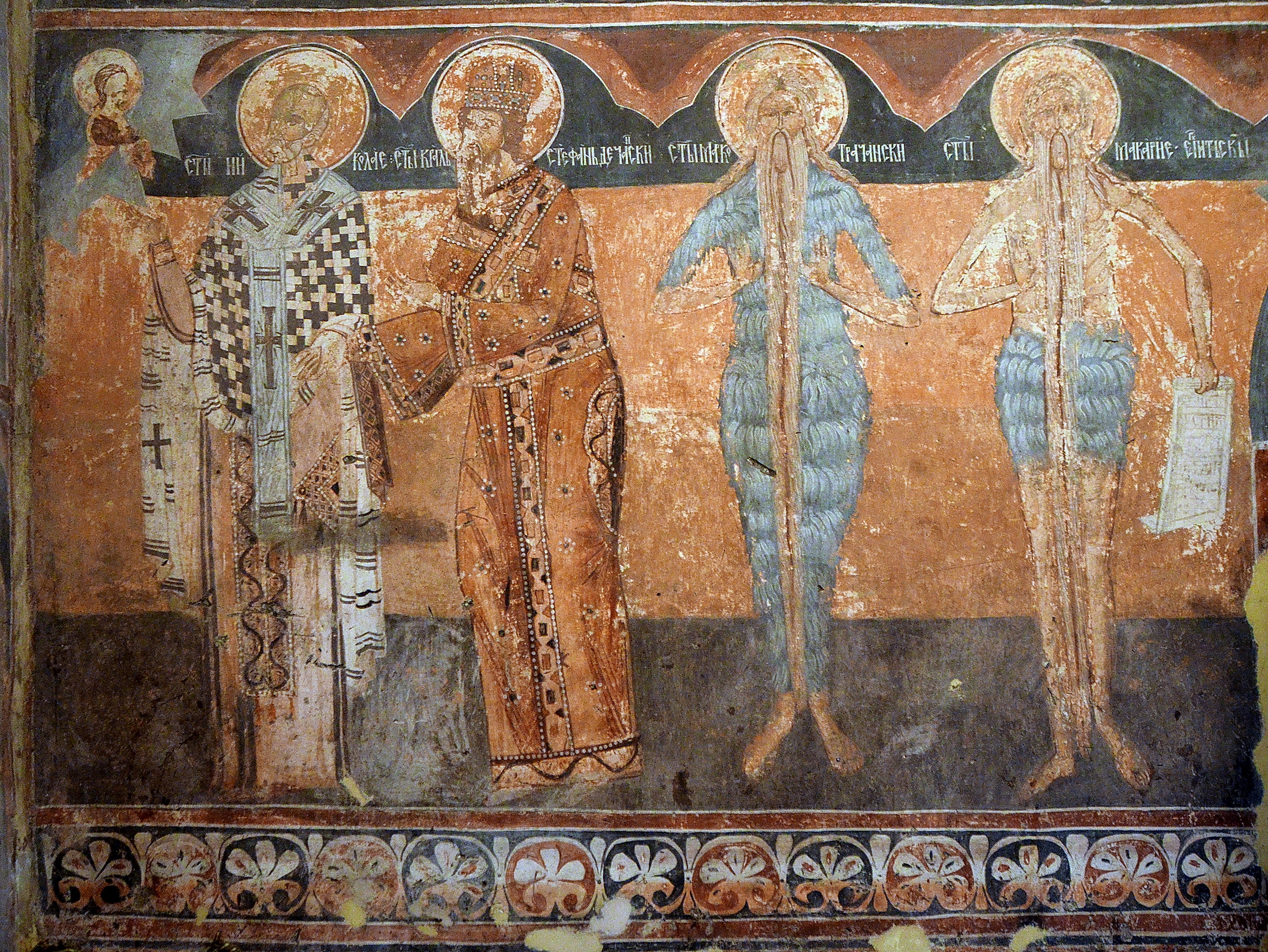
Autre fresque.
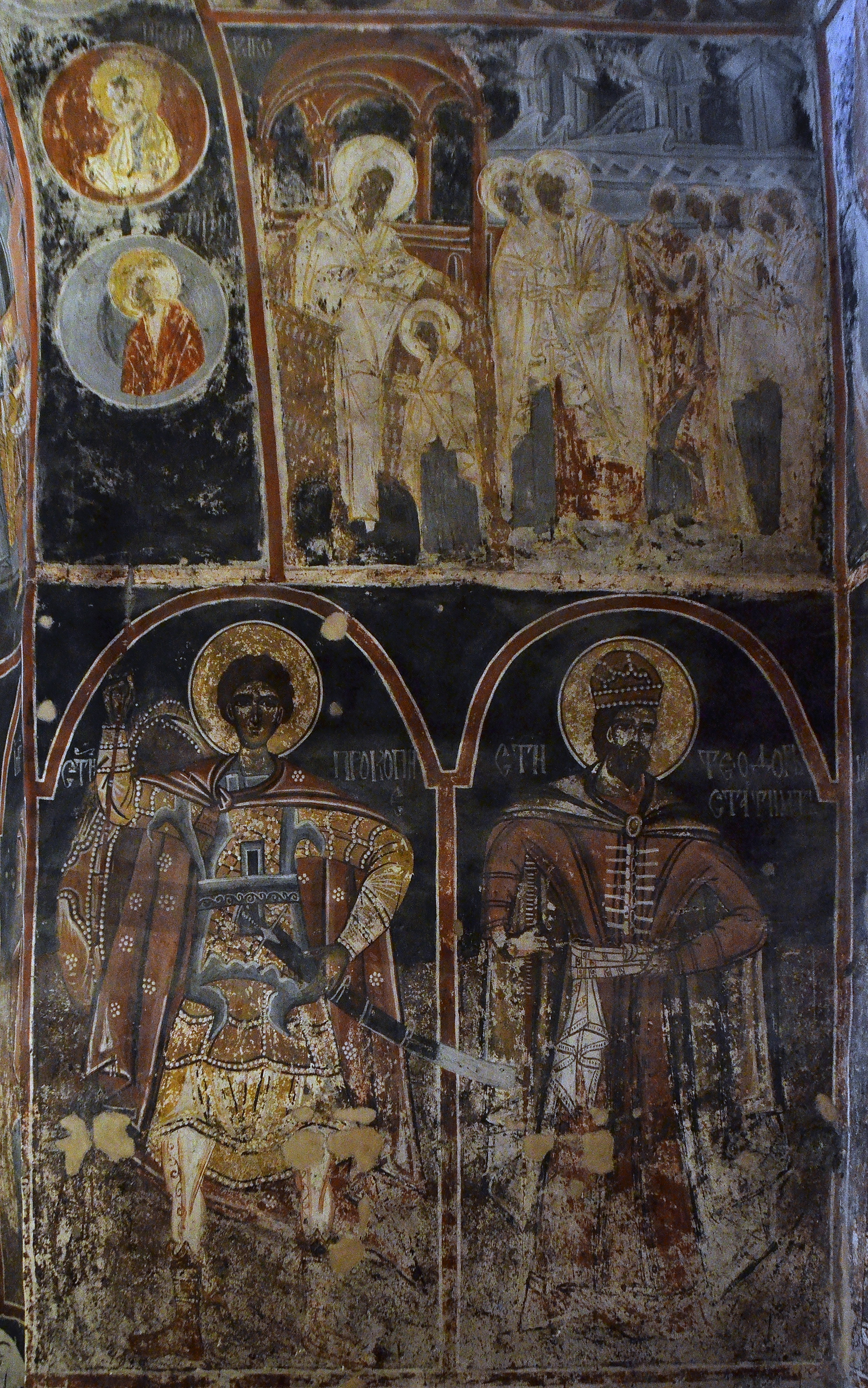
Autre fresque.

## Manuscrits
Le monastère, qui a abrité un atelier de copiste même pendant la domination ottomane de la Serbie,, possède une collection de manuscrits.
Le célèbre Évangile de Saint-Nicolas (en serbe : Nikoljsko jevanđelje) y a notamment été écrit au XVe siècle par Hval Hristjanin ; il est aujourd'hui conservé à la bibliothèque Chester-Beatty à Dublin ; il a été numérisé en 2005 et sa version numérique est également la propriété de la bibliothèque municipale Vladislav Petković Dis de Čačak. Il est arrivé à Dublin pendant la Première Guerre mondiale en tant que propriété de Sir Alfred Chester Beatty, alors qu'il était conservé par la Bibliothèque nationale de Serbie évacuée en 1914.

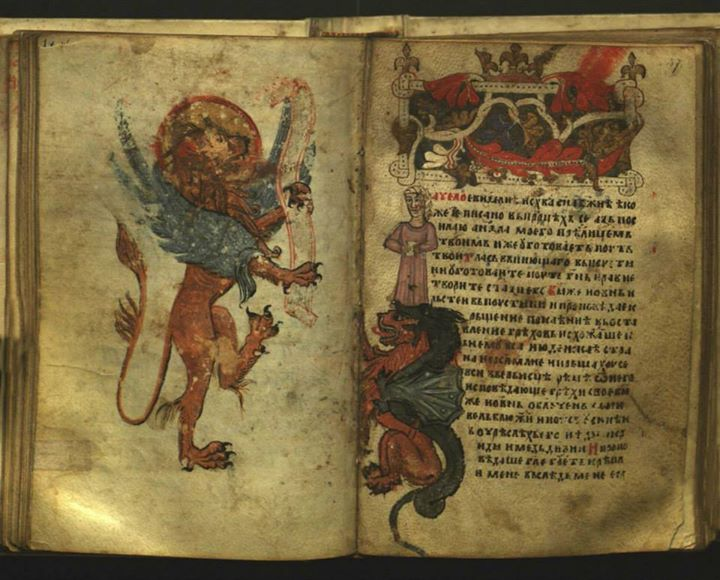
Pages de l'Évangile de Saint-Nicolas.

L'une des pièces maîtresses du trésor est l'Évangile de Karan (en serbe : Karansko jevanđelje), un manuscrit de 1608 venant d'un atelier de copistes laïcs liés à l'église de l'Annonciation de Karan près de Požega,. Il a particulièrement suscité l'attention de Vuk Stefanović Karadžić, le grand réformateur de la langue serbe, de passage au monastère en 1820, qu'il est d'une « magnificence qui provoque l'admiration ». Les historiens de l'art soulignent l'influence islamique sur son ornementation,.

## Vieux konak
Le vieux konak, situé le long de la rivière et au sud de l'église, a été construit à l'époque du prince Miloš ; il est considéré comme l'un des plus beaux bâtiments de style traditionnel de cette époque,.
Il est constitué d'un rez-de-chaussée et d'un étage. Du côté de la rivière, le rez-de-chaussée est construit en pierres massives et, du côté de l'église, selon la technique des colombages ; l'étage est construit selon la technique des colombages et doté d'un porche-galerie en bois ; on accède du rez-de-chaussée à l'étage par un escalier en bois.

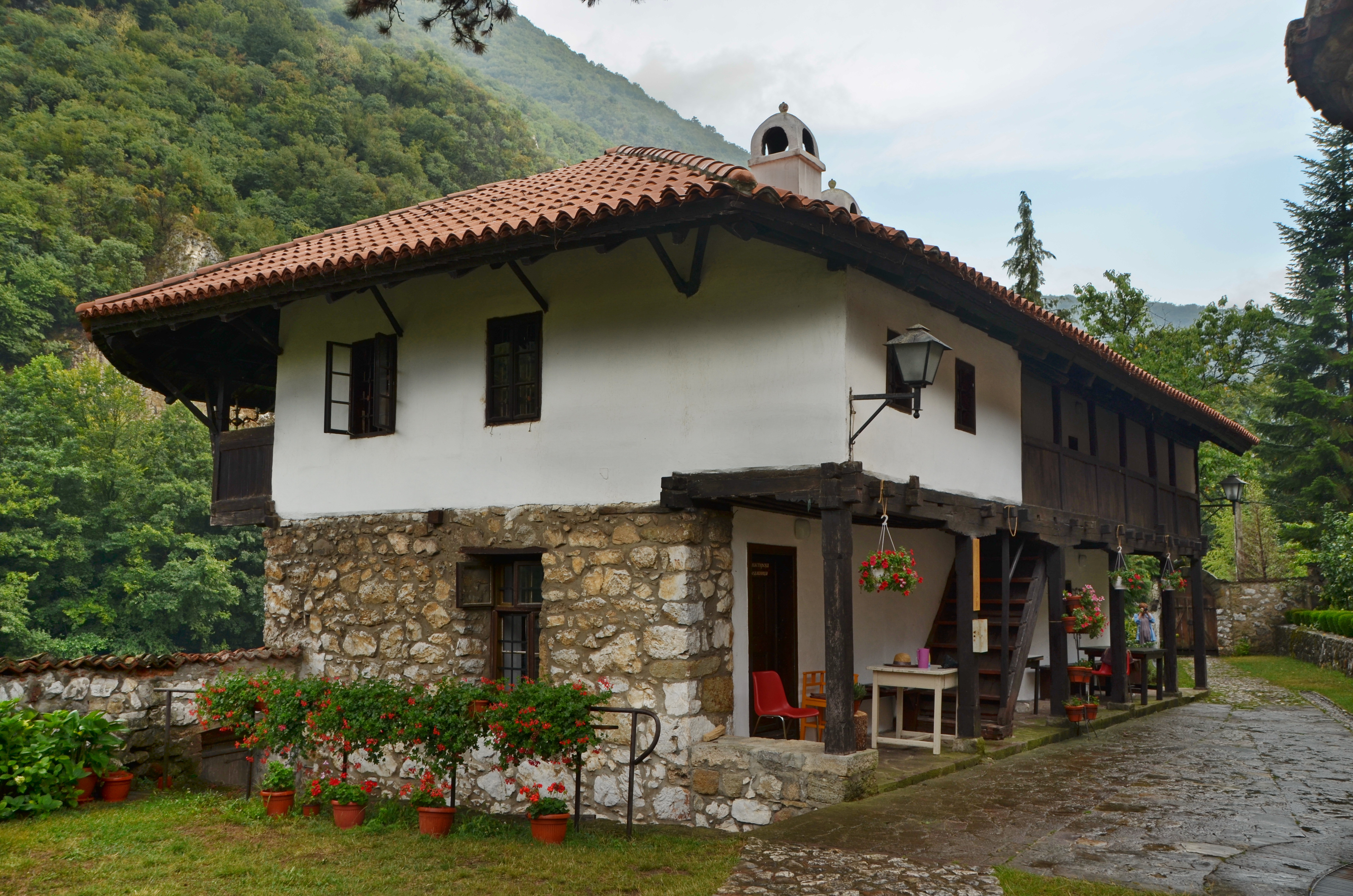
Le vieux konak.
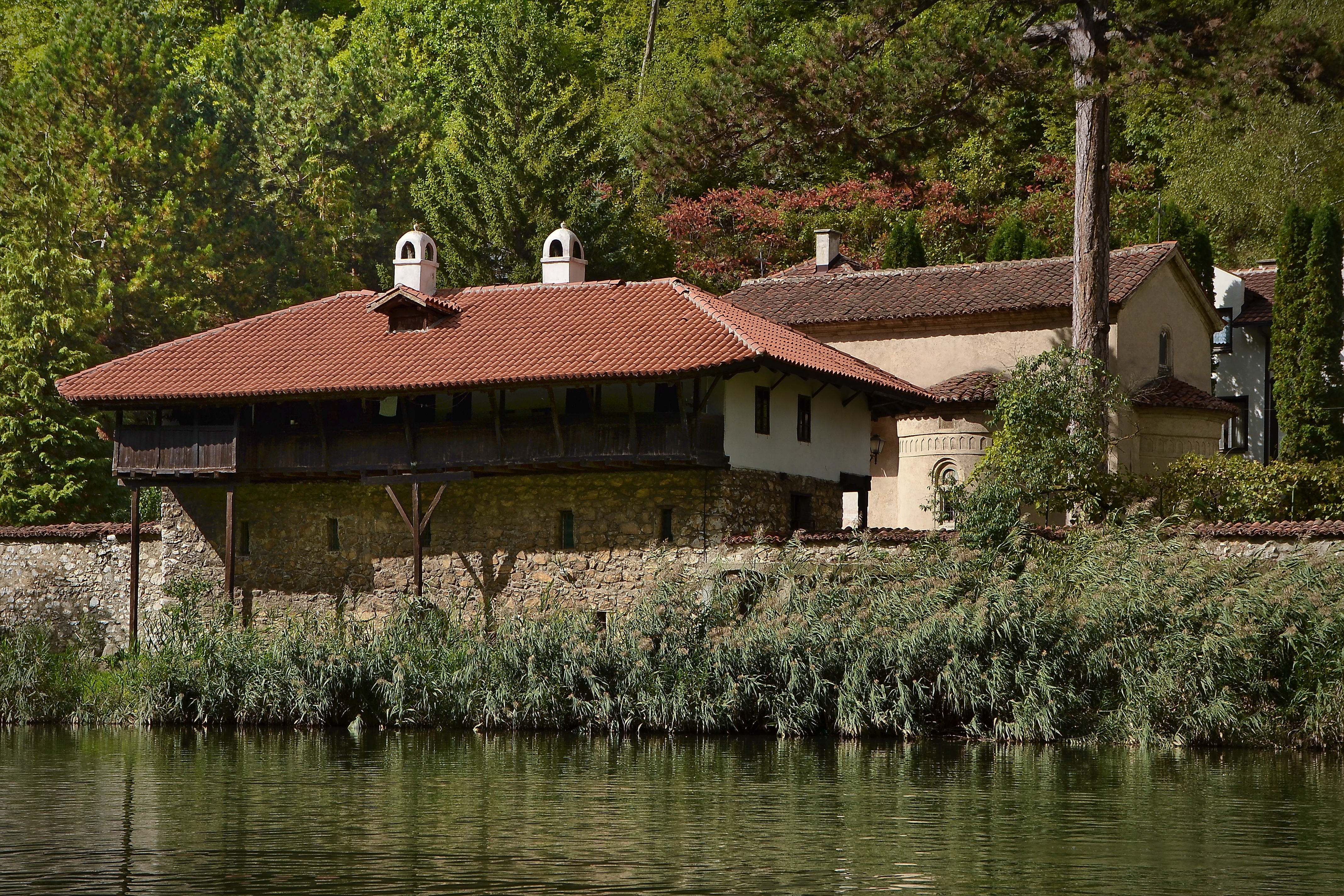
Autre vue du vieux konak.

## Restaurations
Le monastère a subi une grande rénovation sous le règne du prince Miloš en 1817 et quarante ans plus tard,. L'église a été rénovée et plâtrée à l'extérieur et les absides ont été ornées d'une série de niches aveugles en plâtre,.
Des travaux de restauration ont été réalisés sur le konak en 1955–1956 et 1975, sur l'architecture de l'église entre 1956 et 1960 puis en 1975 et sur les fresques en 1965 et 1980,.